# Ruda (powiat chełmski)

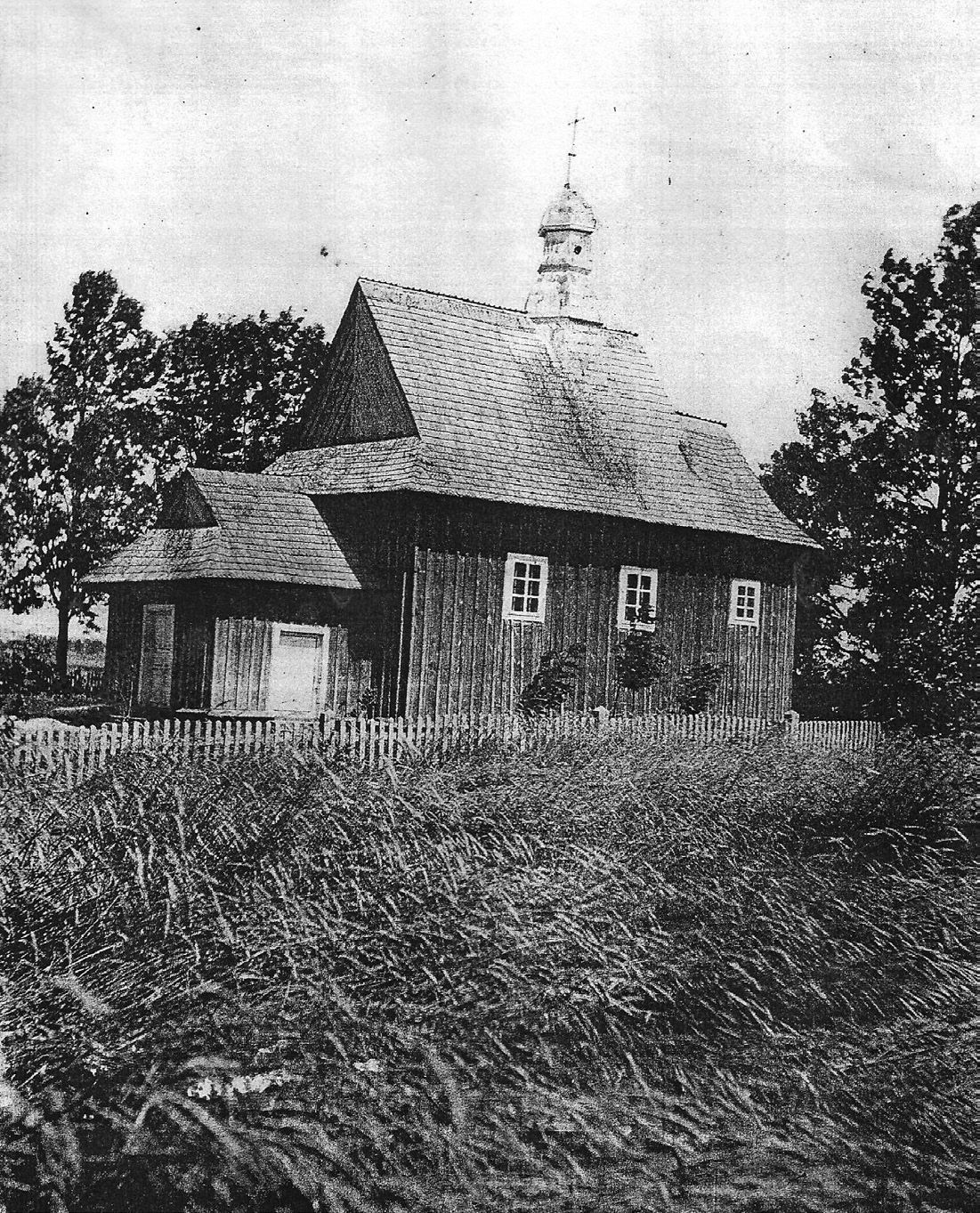
Nieistniejąca cerkiew pw. św. Michała Archanioła w Rudzie

Ruda – wieś w Polsce położona w województwie lubelskim, w powiecie chełmskim, w gminie Ruda-Huta. Leży nad rzeką Uherką.
W latach 1867–1954 miejscowość należała do gminy Świerże. Według Krajowego Rejestru Urzędowego Podziału Terytorialnego Kraju w skład miejscowości wchodzą Kąt, Cichy Kąt i Podrudzie. Nieuwzględnione w rejestrze nazwy części wsi to Popówka i Wygoda. W latach 1975–1998 miejscowość należała administracyjnie do województwa chełmskiego. 
Wieś jest sołectwem w gminie Ruda-Huta. Według Narodowego Spisu Powszechnego (III 2011 r.) liczyła 502 mieszkańców i była drugą co do wielkości miejscowością gminy.
Wierni Kościoła rzymskokatolickiego należą do parafii św. Stanisława i Niepokalanego Serca Najświętszej Maryi Panny w Rudzie-Hucie.

## Części wsi
| SIMC    | Nazwa     | Rodzaj    |
| ------- | --------- | --------- |
| 1026438 | Cichy Kąt | część wsi |
| 0106359 | Kąt       | część wsi |
| 0106365 | Podrudzie | część wsi |

## Historia
Pierwsze wzmianki o wsi pochodzą z XV w. Jako Ruda Niższa (Ruda Inferior) i Ruda Wyższa (Ruda Superior) wieś wraz z połową wsi Serebryszcze w XV-XVIII w. należała do dóbr królewskich wchodzących w skład starostwa chełmskiego. Według lustracji z l. 1564-1565 w Rudzie Niższej znajdowały się karczma, młyn i folusz (wytwórnia sukna), wieś zamieszkiwało 16 kmieci, czterech zagrodników i młynarz. Rudę Wyższą zamieszkiwało 17 kmieci, młynarz, karczmarz i pop ruski. We wsi znajdowały się młyn, browar, folusz, karczma, cerkiew i stawy rybne. W XVI-XVII w. we wsi znajdował się także niewielki zamek (dwór) obronny o konstrukcji murowano-drewnianej. W XVIII-XX w. z rozległych dóbr Ruda w wyniku podziałów, parcelacji i kolonizacji wyłoniły się nowe jednostki osadnicze, położone na terenie obecnej gminy Ruda Huta: Chromówka, Miłosław, Poczekajka, Ruda-Huta, Kolonia Ruda, Ruda-Opalin, Zarudnia. Ich nazwy i granice ulegały zmianom, co utrudnia ich dokładną identyfikację w przeszłości. 
Według "Tabelli miast, wsi i osad Królestwa Polskiego" z 1827 dobra rządowe Ruda należały do parafii rzymskokatolickiej w Uhrusku, liczyły 40 domów i 201 mieszkańców. W 1836 dobra rządowe Ruda zakupił Henryk Kamieński, działacz polityczny i społeczny. Oczynszował chłopów, wśród których propagował nowoczesne formy produkcji rolnej. Kolejną właścicielką Rudy była siostra Henryka Kamieńskiego, Laura Suffczyńska. Według "Słownika geograficznego Królestwa Polskiego i innych krajów słowiańskich" z 1888 wieś Ruda oraz folwarki Ruda A i Ruda B należały do gminy Świerże, parafii rzymskokatolickiej Uhrusk, parafii prawosławnej Ruda. Wieś Ruda obejmowała 47 osad (gospodarstw) o łącznej powierzchni 1346 mórg. Folwark Ruda A miał powierzchnię 664 morgi, a folwark Ruda B (wydzielony w 1881) 595 mórg.
W XVI w. Ruda była siedzibą parafii prawosławnej, a od pocz. XVII do 1875 – unickiej (greckokatolickiej). W 1875 parafię wraz z całą greckokatolicką eparchią chełmską włączono do struktur kościoła prawosławnego. Drewniana cerkiew pod wezwaniem św. Michała Archanioła, znajdująca się w części wsi do dziś zwanej Popówką, została zniszczona w 1915 r. Jesienią 2013 na terenie cerkwi odkryte zostały elementy wyposażenia – paramenty liturgiczne (monstrancje, korony) oraz moneta z XVII w. W miejscowości znajduje się cmentarz prawosławny ze zbudowaną w 1965 kaplicą św. Michała Archanioła, należącą do parafii w Chełmie. We wschodniej części cmentarza ślady kwater żołnierskich z czasów pierwszej wojny światowej. Przy parafii unickiej, a następnie prawosławnej istniała w XIX w. szkoła powszechna. Na pocz. XX w. zbudowano we wsi nowy budynek szkolny, istniejący do chwili obecnej. Mieści się w nim szkoła podstawowa (oddziały 1-3). Pod koniec XIX w. na terenie wsi zaczęli osiedlać się koloniści niemieccy (Kolonia Ruda). Według spisu powszechnego z 30 września 1921 Rudę Kolonię zamieszkiwały 54 osoby, z których narodowość polską deklarowało 17, rusińską (ukraińską) 37, wyznanie rzym.-kat. 17, prawosławne 37. Ruda wieś liczyła 653 mieszkańców, w tym narodowości polskiej 393, rusińskiej 260, wyznania rzym.-kat. 65, prawosławnego 522, mojżeszowego 66. Kolonia Ruda A liczyła 613 mieszkańców, w tym narodowości polskiej 460, rusińskiej 27, niemieckiej 84, żydowskiej 40, innej 2, wyznania rzym.-kat. 378, prawosławnego 84, ewangelickiego 102, mojżeszowego 49.
W 1926 miejscowość liczyła 707 mieszkańców. W okresie międzywojennym we wsi znajdowały się wiatrak, młyn parowy, karczma i olejarnia. Po drugiej wojnie światowej we wsi przez wiele lat funkcjonowało kółko rolnicze. W miejscowej świetlicy swoją siedzibę ma Gminny Ośrodek Kultury w Rudzie-Hucie oraz Ochotnicza Straż Pożarna w Rudzie należąca do KSRG. Przy Ośrodku Kultury działa kapela ludowa Rudniacy oraz zespół śpiewaczy Jarzębina Czerwona. W 2000 miejscowość liczyła ok. 500 mieszkańców.